# 纳雷什基诺 (奥廖尔州)
纳雷什基诺（羅馬化：Naryshkino）是俄罗斯奥廖尔州的市级镇、乌里茨基区行政中心及规模最大聚居地，地处奥廖尔州西部，位于州府奥廖尔西方。经奥廖尔、布良斯克、鲁德尼亚等地通往俄白边境的R120公路经过该镇。
该地2022年人口有10,469人；2010年人口9,584；2002年人口9,730；1989年人口8,785。